# Platantheroides
Platantheroides é um género botânico pertencente à família das orquídeas (Orchidaceae).